# Kartik
Kartika (Hindi: कातिक Kātik oder कार्तिक Kārtik, Bangla: কার্ত্তিক Kārtik) ist ein Monat des hinduistischen Lunisolarkalenders, des bengalischen Solarkalenders, des indischen Nationalkalenders, des tamilischen Kalenders und des nepalischen Vikram Sambat, der etwa Mitte Oktober / Anfang November entspricht. Der Monat beginnt im hinduistischen Kalender mit dem Eintritt der Sonne in ein neues Tierkreiszeichen und endet mit dem Tag vor Neumond. Der Monat ist nach dem Gott Kartikeya (auch Skanda oder Murugan genannt), dem Sohn von Shiva und Parvati, benannt.

## Bedeutung und religiöse Praxis
Kartik gilt im Hinduismus als besonders heiliger Monat und ist mit einer Vielzahl spiritueller Praktiken, Fasten, Ritualen und Festen verbunden. In vielen hinduistischen Traditionen wird er als einer der günstigsten Monate für religiöse Handlungen angesehen. Es ist üblich, während dieses Monats tägliche rituelle Bäder (besonders im Ganges oder anderen heiligen Flüssen) durchzuführen, zu fasten, und sich intensiv dem Gebet, der Japa-Meditation und der Verehrung Gottes zu widmen.

## Religiöse Feste im Kartik-Monat
Mehrere wichtige hinduistische Feste fallen in den Monat Kartik, darunter:
- Diwali (Deepavali): Das Lichterfest, eines der bekanntesten und bedeutendsten Feste im Hinduismus, findet am Neumondtag (Amavasya) des Monats Kartik statt. Es symbolisiert den Sieg des Lichts über die Dunkelheit und des Guten über das Böse.
- Govardhan Puja: Gefeiert am Tag nach Diwali, erinnert dieses Fest an Krishnas Erhebung des Govardhan-Hügels zum Schutz der Bewohner von Vrindavan.
- Raksha Bandhan: Ein Fest, das die Geschwisterliebe zwischen Brüdern und Schwestern feiert.
- Kartik Purnima: Der Vollmondtag dieses Monats gilt als besonders heilig. Gläubige nehmen ein rituelles Bad, besuchen Tempel und führen Lampenzeremonien durch. In einigen Regionen wird dieser Tag mit der Geburt von Lord Kartikeya oder auch mit dem Avatar Matsya von Vishnu in Verbindung gebracht.
- Tulsi Vivaha: Eine symbolische Hochzeit zwischen der heiligen Tulsi-Pflanze (eine Inkarnation der Göttin Lakshmi) und dem Gott Vishnu, meist zwischen dem 11. und 15. Tag des Monats gefeiert.

### Regionale Bedeutung
In Nordindien, insbesondere in der Vaishnava-Tradition, ist der Monat Kartik auch als Damodar-Monat bekannt und wird Krishna als Damodara gewidmet. In dieser Zeit werden oft abendliche Lampenzeremonien (Deep Daan) durchgeführt, und viele Gläubige rezitieren täglich das Damodar-Ashtakam.
In Tamil Nadu ist der Monat unter dem Namen Karthigai bekannt, und das Karthigai Deepam-Fest wird mit dem Anzünden von Lampen gefeiert.
In Nepal fällt das bedeutende Tihar-Fest in den Kartik-Monat, das in vielen Aspekten Diwali ähnelt.

## Bedeutung in der Bhakti-Tradition
Für viele Bhakti-Bewegungen, darunter Gaudiya Vaishnavas und andere Krishna-zentrierte Traditionen, ist der Kartik-Monat eine besonders intensive Zeit spiritueller Praxis. Viele Gläubige nehmen sich Vorsätze für den gesamten Monat vor, wie z. B. den täglichen Besuch von Tempeln, das Singen von Kirtans, das Lesen heiliger Schriften oder das Rezitieren der Namen Gottes.